# 개화산 (힙합)
개화산은 대한민국의 힙합 크루이다. 2000년에 결성되었으며 여러 명의 멤버로 시작하였으나 현재는 8명만 활동하고 있다. 2005년 컴필레이션이 나오면서 활동의 절정기를 맞았으나 이후 멤버들의 군입대로 활동이 침체되었으며, 2008년부터는 멤버들의 개별 활동이 집중되면서 사실상 활동 정지 상태이다.

## 역사
개화산은 2000년, 다음 카페 중 하나였던 힙합모지리의 운영자였던 Aeizoku가 마음에 맞는 이들을 모집하여 시작되었다. 작업실을 개화산에 얻은 그들은 거기서 유래하여 크루의 이름을 짓고, 멤버들을 더 많이 모집하여 앨범을 준비하였다. 하지만 멤버들의 개인 사정으로 인해서 앨범은 무산되고 활동은 침체되었다.
이후 다시 활동을 재개한 것은 Rama와 Paloalto의 앨범을 통해서였다. 이를 통해 약간이나마 모습을 드러낸 개화산은, 8명의 주 멤버가 중심이 되어 "정당한 선택"이라는 컴필레이션을 통해 힙합씬에 이름을 널리 알리게 되었다. 이후 멤버들의 군입대로 활동은 다소 침체되었으나 아직 남은 멤버들이 열심히 활동하는 중이다.
2009년 8월 31일 UMC가 진행하는 인터넷 라디오 Power to the People에 출연한 Rama는 개화산 2집은 아마 안 나올지도 모른다며 그 이유로 멤버들의 위치가 많이 차이가 나서 사람들에게 항상 "팔로알토의 인기에 묻어가려한다"라는 말을 듣는 것이 싫기 때문이라고 말하였다. 2013년 현재 Paloalto의 하이라이트 레코즈에는 개화산 크루 출신인 Soul One과 GLV가 소속되어있으나, 개화산이라는 이름을 내걸고 하는 활동은 사실상 완전히 정지된 상태이다.

## 단체 앨범
- 2005년 《정당한 선택》

## 멤버
- Rama
- Paloalto
- GLV
- Soul One
- TEBY
- Aeizoku
- Sama-D
- Esco
- Kush
- Low-Ride
- Maverick
- Street Corner
- KP
- Mason
- DJ Flavah
- Razor Mop
- Cuz Cuzco
- 강준
- 이호성
- Truman